# Partido de Navarro
El Partido de Navarro es uno de los 135 partidos de la provincia argentina de Buenos Aires.
Su cabecera es la ciudad de Navarro. Su población es de 19.899 hab. (Censo 2022).
Ocupa una superficie de 1.630 km²; y tiene una densidad de 12,2 hab./km²
El Partido de Navarro limita con los siguientes partidos: Mercedes, Gral. Las Heras, Lobos, 25 de Mayo, Chivilcoy y Suipacha.

## Historia
- 17 de octubre de 1755, se crea la jurisdicción del Cabildo de Luján, por el Gobernador Andonaegui, asignando el territorio entre los ríos de las Conchas y Areco, desde el Paraná hasta la frontera con los pueblos originarios
- Dispone el virrey Vértiz formar pueblos junto a los fortines
- 4 de septiembre de 1782, el Capitán Juan José de Sardón, le expresa al Virrey su  aprobación para otra población en Fortín Navarro, con inmigrantes de España y del Partido de Areco.
- 1796 el virrey Pedro Melo de Portugal designa al Capitán de navío Félix de Azara, al geógrafo Pedro Cervino, al Piloto de la Real Armada Juan Inciarte para reconocer la frontera, indicar sitios avanzados para fortines. Así el 22 de abril de 1796 entran al "Fortín de Navarro", antes habían estado en el sudoeste, en la "Laguna de Colis", la "Laguna de las Garzas", la "Laguna de Navarro", desde la cual sigue otra hasta la de Colis, para continuar hasta la "Laguna de Lobos", que va al arroyo Salado por la del Carrizal. La de Navarro es bastante grande, y de agua algo salobre. Estaban en la Lat 35° 00' 13", y Long 1° 3' 25" W.
- 3 de octubre de 1797, vecinos dan, ante el comandante del Fortín Miguel Barroso, un poder a Francisco Antonio Figueyras para gestionar ante la Curia una licencia para construir una capilla.
- 7 de noviembre de 1797, el Virrey Antonio Olaguer Feliú consiente y el Obispado de Buenos concede su licencia.
- 1º de enero de 1798, Alcaldía, y se crea el Partido de San Lorenzo de Navarro
- 9 de diciembre de 1828, la batalla de Navarro, de singular importancia en nuestra historia, entre las fuerzas del unitario Gral. Lavalle y del Gral. federal Dorrego, donde este último fuera fusilado
- enero de 1856, primera autoridad municipal por elección popular
- 1832 escuela gratuita para varones
- 1836 cesa funcionamiento por decreto del Gobernador Rosas
- 1853 reinicia su actividad poco después de la batalla de Caseros
- 1854 lo hacía bajo la dirección del precepto José Mariano Montero. Y comienza la 1ª escuela de niñas
- 1881 funcionaban 4 escuelas
- 1938 24 escuela provinciales y 1 Escuela Nacional Ley 4874 Láinez

## Localidades
- Navarro
- Villa Moll
- Las Marianas
- José Juan Almeyra

## Población
Según los resultados definitivos del censo de 2022 la población del partido alcanza los 19.899 habitantes.

## Intendentes

### Intendentes desde 1983
| Intendente                | Mandato                                           | Partido | Partido | Alianza |
| ------------------------- | ------------------------------------------------- | ------- | ------- | ------- |
| Alberto Yaregui           | 10 de diciembre de 1983 - 10 de diciembre de 1987 |         | UCR     | --      |
| Alfredo Castellari        | 10 de diciembre de 1987 - 10 de diciembre de 1991 |         | UCR     | --      |
| Santiago Aníbal Maggiotti | 10 de diciembre de 1991 - 8 de agosto de 1994     |         | PJ      | FREJUFE |
| Jorge Ravotti             | 8 de agosto de 1994 - 10 de diciembre de 1995     |         | PJ      | FREJUFE |
| Marta Teglia              | 10 de diciembre de 1995 - 10 de diciembre de 1999 |         | PJ      | FREJUFE |
| Alfredo Castellari        | 10 de diciembre de 1999 - 10 de diciembre de 2003 |         | UCR     | Alianza |
| Alfredo Castellari        | 10 de diciembre de 2003 - 10 de diciembre de 2007 | --      | UCR     |         |
| Alfredo Castellari        | 10 de diciembre de 2007 - 10 de diciembre de 2011 | --      | UCR     |         |
| Santiago Maggiotti        | 10 de diciembre de 2011 - 10 de diciembre de 2015 |         | PJ      | FPV     |
| Santiago Maggiotti        | 10 de diciembre de 2015 - 10 de diciembre de 2019 |         | PJ      | FPV     |
| Santiago Maggiotti        | 10 de diciembre de 2019 - 11 de noviembre de 2020 | FdT     | PJ      |         |
| Facundo Diz               | 11 de noviembre de 2020 - 10 de diciembre de 2023 | FdT     |         | PJ      |
| Facundo Diz               | 10 de diciembre de 2023 - En el cargo             | UP      |         | PJ      |